# Oblates du Cœur de Jésus
Les Oblates du Cœur de Jésus (en latin : Piae Unionis Oblatarum a Sacro Corde Iesu) sont une congrégation religieuse féminine  de droit pontifical dont le but est l'enseignement et l'approfondissement de la foi chrétienne.

## Historique
Faute de pouvoir agréger son association du Sacré Cœur comme Tiers-Ordre à une congrégation religieuse, Louise Thérèse de Montaignac (1820-1885) fonde les Oblates du Cœur de Jésus à Montluçon, à la suggestion du jésuite François-Xavier Gautrelet (1807-1886).
Mgr Pierre-Simon de Dreux-Brézé, évêque de Moulins, approuve la société comme union pieuse par décret du 21 décembre 1874. Les Oblates étaient divisées en trois branches : la première pratiquait la vie commune, la seconde était composée d'un institut séculier et la troisième de laïques. Le 4 octobre 1881, le pape Léon XIII accorde le décret de louange et, le 31 août 1887, choisit le cardinal Gaetano Aloisi Masella comme protecteur de la congrégation.
Le Saint-Siège approuve l'union le 16 mai 1888 et ses constitutions religieuses le 4 mai 1895. En 1909, les Oblates sont transformées en congrégation religieuse.

## Activités et diffusion
Les Oblates du Cœur de Jésus se consacrent à l'enseignement, à l'assistance des jeunes travailleurs et à d'autres œuvres caritatives et paroissiales ; elles gèrent des dispensaires, des maisons de retraites spirituelles et des orphelinats.
Elles sont présentes en :
- Europe : Belgique, France, Pologne, Portugal.
- Amérique : Brésil, Guatemala, Honduras, Mexique, Nicaragua, Panama, Salvador.
- Afrique : République centrafricaine, République démocratique du Congo.

La maison-mère est à Montluçon.
En 2014, l'institut comptait 178 religieuses dans 36 maisons.